# Ransdorp
Ransdorp, voorheen ook wel 'Randorp' (1343) of 'Rarop' (1494) genoemd, is een dorp (en tot 1921 zelfstandige gemeente) in Landelijk Noord, het dunbevolkte landelijke deel in het noorden van de gemeente Amsterdam, in de Nederlandse provincie Noord-Holland. Het dorp telt enkele rijksmonumenten en heeft een beschermd dorpsgezicht. Het is vooral bekend vanwege de stompe toren van de kerk.
Het dorp dient niet te worden verward met het vroegere Raasdorp, dat op oude kaarten net als dit dorp wel als 'Raesdorp' werd geschreven.
Al eeuwenlang is melkveehouderij de belangrijkste activiteit. Tot in de 20e eeuw ging de verse melk met melkschuiten rechtstreeks naar Amsterdam om daar huis-aan-huis verkocht te worden.
Ransdorp vormt samen met Durgerdam en Holysloot een onderdeel van een stiltegebied. Dit is een locatie voor fiets- en wandelrecreatie. De oude dorpskernen en het open rustige karakter van het landelijk gebied maken het tot een cultuurhistorische publiekstrekker.

## Geschiedenis
De sinds de ontginning omstreeks de 10e eeuw door Waterland verspreid liggende bebouwing (boerderijen) werd tussen 1300 en 1600 steeds meer geconcentreerd in de nog bestaande dorpen, zoals Ransdorp en Zunderdorp. Zo verplaatste de lintbebouwing langs de Bloemendalergouw en de Liergouw zich naar het gebied rond de kerk van Ransdorp. Oudere nederzettingen, zoals Poppendam en ook Grote en Kleine Keynsel (nabij de huidige Bleijkmeer en Kinselmeer), werden verlaten.

### Banne Ransdorp
In 1324 werd voor het eerst melding gemaakt van een pastoor te Ransdorp. Vanaf de middeleeuwen tot 1795 maakte het gebied deel uit van de 'Banne Ransdorp', dit was een bangebied, bestaande uit vier kwartieren: Bloemendaal, Poppendam, Holysloot en Durgerdam (deels). Het huidige dorp Ransdorp ligt in de Bloemendaler Weeren (Bloemendaal). In de Poppendammer Weeren lag voorheen de buurtschap Poppendam. De Bloemendalergouw en Poppendammergouw herinneren hier nog aan.
Ransdorp behoorde tot de baljuwschap Waterland. Tussen 1619 en 1811 was Ransdorp de vergaderplaats van de Waterlandse Unie waarin zes dorpen waren verenigd. Dit waren: Broek in Waterland, Ilpendam, Ransdorp, Schellingwoude, Zuiderwoude en Zunderdorp. Het voormalige raadhuis van Ransdorp dat is gevestigd aan de Dorpsstraat 59 werd in 1652 gebouwd als vergaderplaats van de unie.
Omstreeks 1540 telde het bangebied Ransdorp 210 ‘haardsteden’ en 750 ‘lidmaten’ (volwassen inwoners). In de 17e en 18e eeuw schommelde het aantal inwoners van het dorp rond 250 à 300. Na 1800 was het dorp gekrompen tot ca. 200 inwoners. In 1840 had de gemeente Ransdorp 161 huizen met 1.022 inwoners, het dorp Ransdorp ca. 44 huizen met ca. 292 inwoners. De dorpen Durgerdam ca. 86 huizen met ca. 518 inwoners en Holysloot ca. 28 huizen met ca. 195 inwoners. De bevolking was overwegend protestants, er waren slechts weinig katholieken. Tegenwoordig heeft het dorp ca. 120 huizen met ca. 300 inwoners.

### Gemeente Ransdorp
Vanaf 1811 was Ransdorp een zelfstandige gemeente, met ook Holysloot, vanaf 1818 Durgerdam en vanaf 1857 tevens de voormalige gemeente Schellingwoude. 
De relatie tussen burgemeester Jules Henri Wttewaall van Stoetwegen (1903-1907) en de gemeenteraad was  slecht waardoor hij niet in de ambtswoning wilde wonen maar de raadsleden weigerden een nieuwe ambtswoning in Schellingwoude te bouwen zoals Wttewaall wenste. Naast de burgemeester waren er twee wethouders en zes raadsleden. De raadsvergaderingen verliepen meer dan eens chaotisch omdat de verschillende dorpen vaak tegengestelde belangen hadden. Als een raadslid het niet eens was met een besluit werd regelmatig een verzoekschrift naar het provinciebestuur gestuurd om de eigen gemeente buitenspel te zetten.
Tijdens de watersnood van 1916 liep het gebied veel schade op. De dorpen waren niet in staat deze uit eigen middelen te herstellen. Ook de gevolgen van de Eerste Wereldoorlog leidden tot sterke verarming. Ransdorp en Nieuwendam verzochten in 1918 aan Amsterdam om geannexeerd te worden, nadat Buiksloot hier in 1913 al om verzocht had. De annexatie vond plaats per 1 januari 1921. Voorwaarde was echter wel dat Amsterdam zou zorgen voor een goede infrastructuur.

### Watersnoden en oorlog
De watersnood van 1916 was niet de eerste die Ransdorp en de omgeving trof - vooralsnog wel de laatste dankzij de Afsluitdijk. Waterland kent al sinds de Sint-Elisabethsvloed uit de 15e eeuw een lange geschiedenis van overstromingen. In 1916 was het bijna een eeuw geleden dat het gebied door een watersnood getroffen werd. Dat was tijdens de stormvloed van 1825, toen tijdens een zware storm het verdedigingswerk de Stenen Beer nabij het Kinselmeer in de Zuiderzee verdween.
Niet alleen overstromingen teisterden Ransdorp. Tijdens de Tachtigjarige oorlog werd Ransdorp verwoest door zowel de Spanjaarden als de Geuzen. De Geuzenleider Diederik Sonoy voerde er als vertegenwoordiger van Willem van Oranje, een waar schrikbewind tegen de katholieken. In november 1572 werden te Ransdorp de Martelaren van Ransdorp, franciscaner broeders, opgehangen na marteling. Voordien was Ransdorp een welvarende middelgrote plaats, waar veel zeelieden woonden. Na de verwoestingen zochten echter veel inwoners hun toevlucht in Amsterdam. Van het oude Ransdorp is slechts de kerktoren overgebleven.
Voor de Tachtigjarige oorlog had Ransdorp in de 15e en 16e eeuw een bloeiperiode, er waren veel inkomsten uit handel en zeevaart. Uit het Sonttolregister blijkt dat er in die periode veel schepen uit het gebied ten noorden van Amsterdam naar de Oostzee voeren, en veel handelswaar naar Holland brachten. Er was ook genoeg geld voor het bouwen van een grote toren met kerk in Ransdorp. Na 1600 werd de rol van Ransdorp overvleugeld door de groeiende handelsstad Amsterdam. De bedrijvigheid was nu vooral gericht op veeteelt en melkproductie (t.b.v. Amsterdam). In het bij Ransdorp behorende Durgerdam was er nog visserij tot de aanleg van de Afsluitdijk in 1932.

## Toren en kerk van Ransdorp
De toren van Ransdorp is 32 meter hoog en werd gebouwd tussen 1502 en 1542 in gotische stijl naar een ontwerp van Jan Poyt. In 1542 was het geld op, zodat het niet meer mogelijk was om de torenspits te bouwen. Ook de slappe veengrond zorgde voor hoge (funderings)kosten. De aanpalende kerk is van 1719; de vorige ging in 1715 verloren door brand als gevolg van een blikseminslag. De toren en de kerk werden tussen 1936 en 1938 gerestaureerd. De toren deed tijdens de Tweede Wereldoorlog dienst als uitkijkpost voor de Duitsers. Het kerkgebouw werd in 2006 door Stadsherstel Amsterdam gerestaureerd. De grafzerken in de vloer, de preekstoel, het doophek, het kerkorgel en de kroonluchter zijn bewaard gebleven.

## Openbaar vervoer
Van 1930-1932 reed de Gemeentetram Amsterdam in de spitsuren bus M naar Nieuwendam. In 1949 werd door de Enhabo een volledig op Amsterdams grondgebied gereden nieuwe lijn 5 geopend als opvolger van de in 1932 opgeheven bus M. De lijn verbond het Tolhuis met de dorpen in Landelijk Noord. De gemeente Amsterdam, die het belang van de lijn erkende, vergoedde een deel van het exploitatietekort. Sinds 1966 werd de exploitatie door de gemeente zelf uitgevoerd als buslijn 30, die van maandag tot en met vrijdag overdag elke drie kwartier het dorp met Holysloot, Durgerdam, Schellingwoude, Nieuwendam en winkelcentrum Boven 't Y verbond. Sinds 3 februari 2018 rijdt er geen bus meer en is de lijn uitbesteed als vraagafhankelijk openbaar vervoer aan taxibedrijf Staxi.

## Afbeeldingen

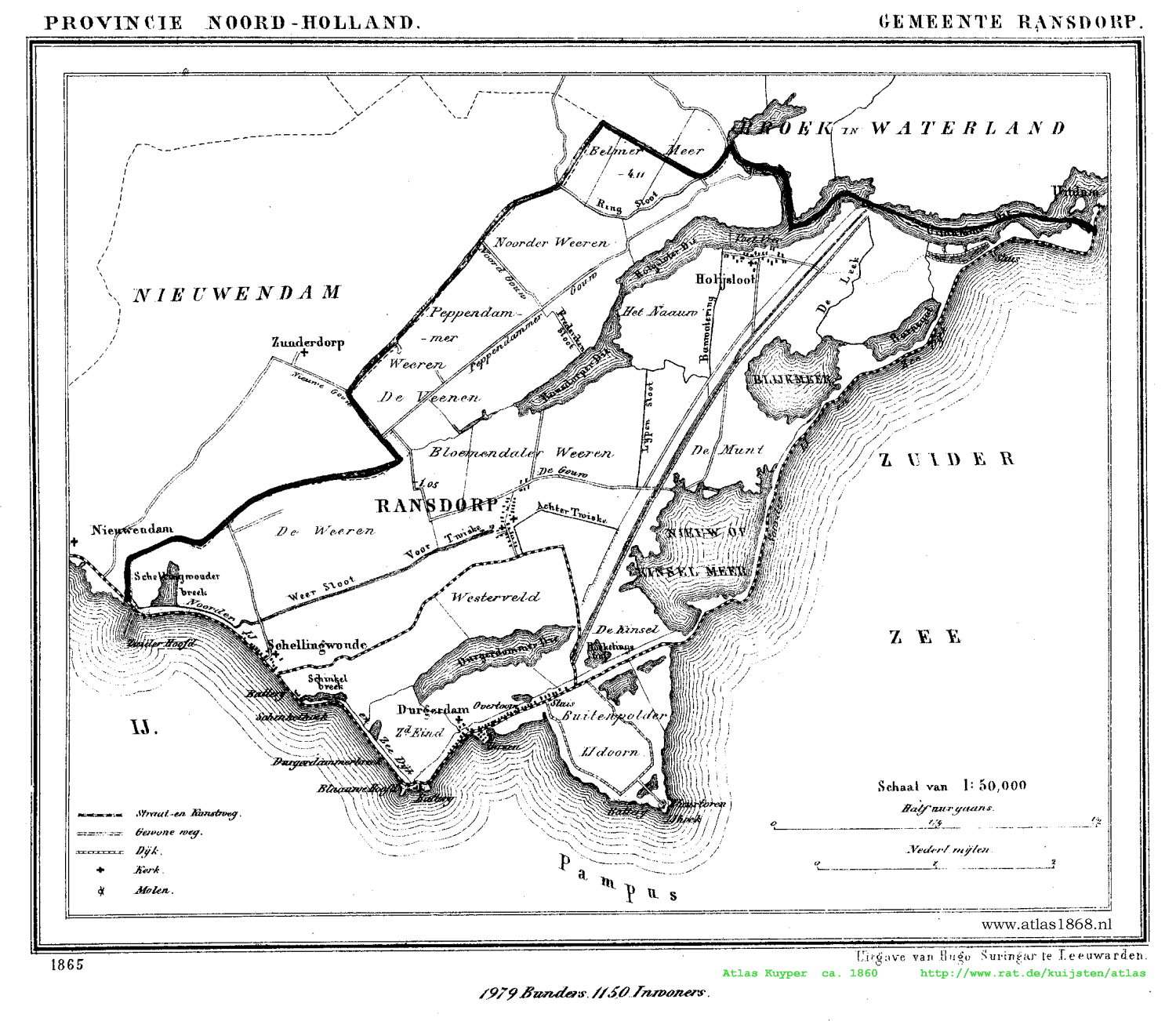
Gemeente Ransdorp in 1865.
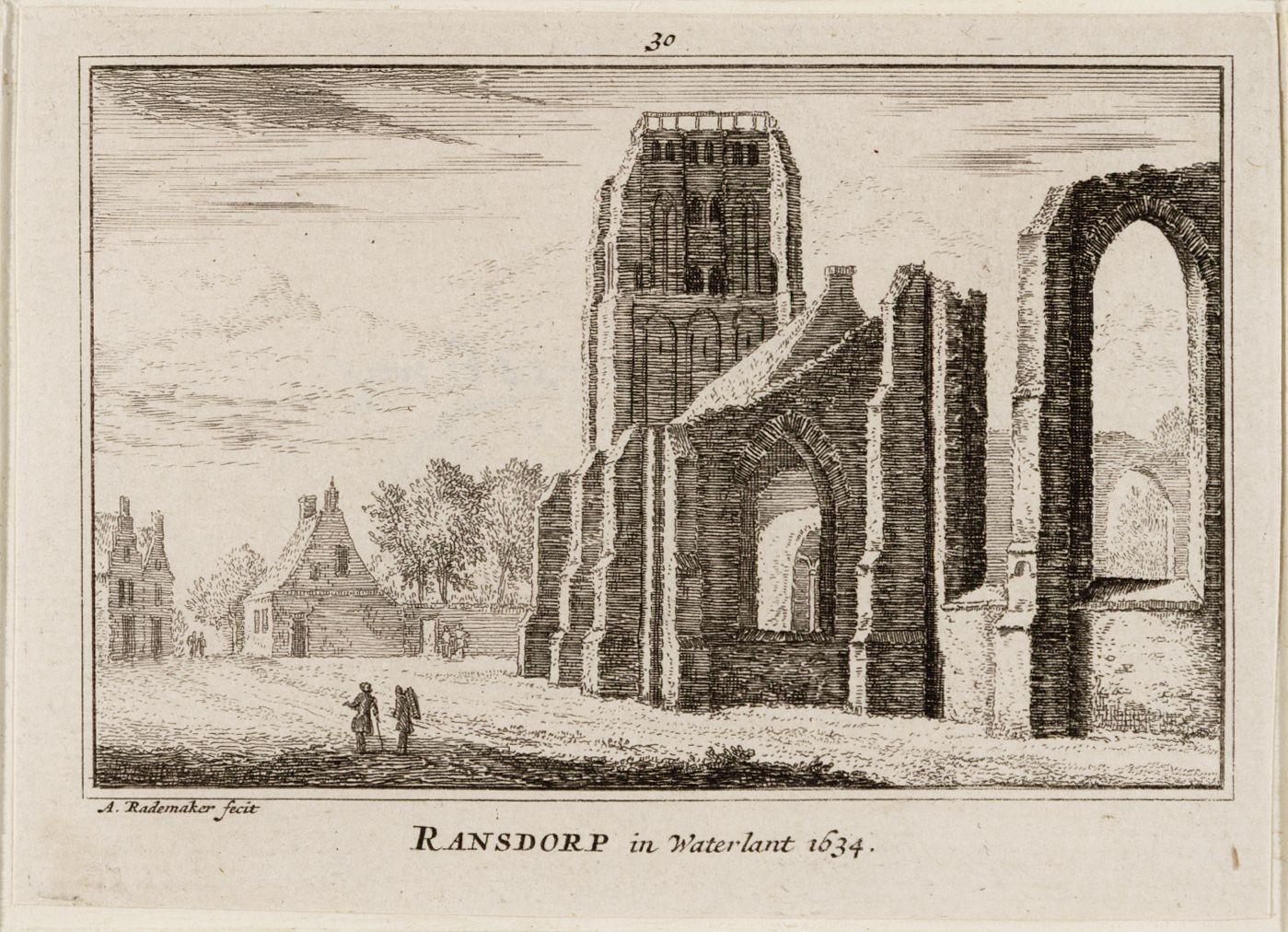
De toren van Ransdorp in 1634 met de ruïne van de kerk, na de verwoesting tijdens de Tachtigjarige oorlog. Prent van Abraham Rademaker.
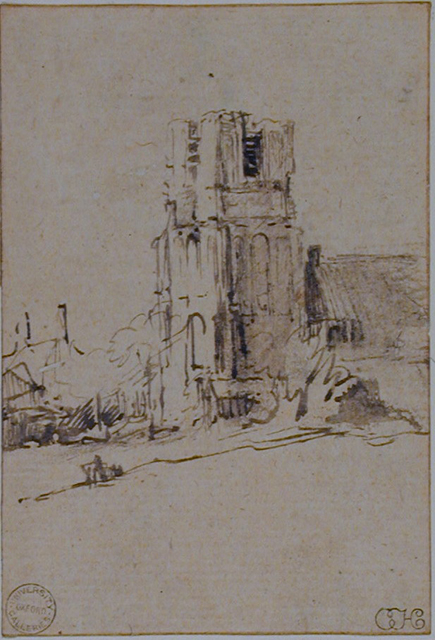
Tekening van Rembrandt uit circa 1650.
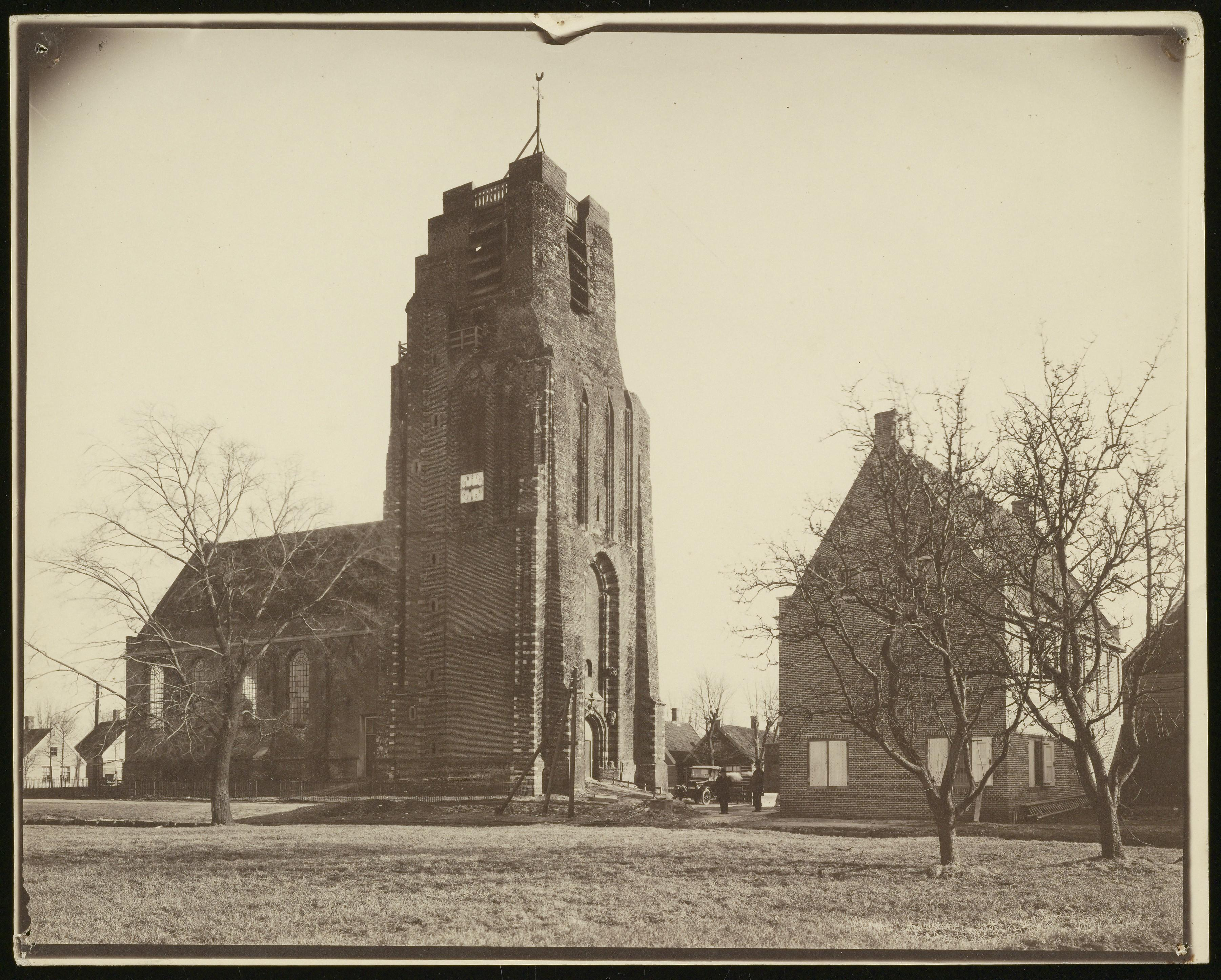
De toren van Ransdorp voor de restauratie in de jaren dertig. Rechts het oude raadhuis; circa 1925.
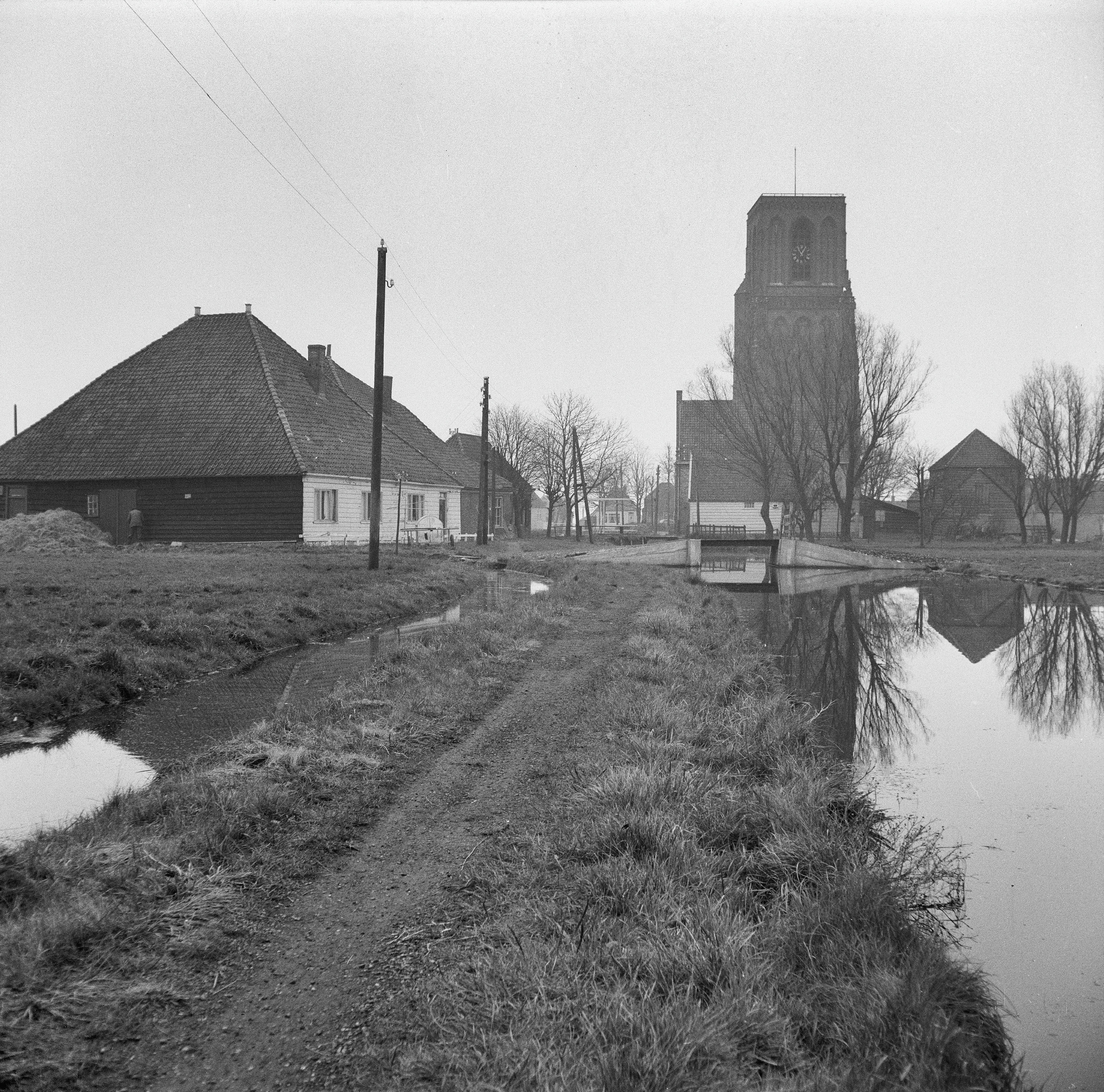
Houten stolpboerderij en de toren van Ransdorp in 1957.
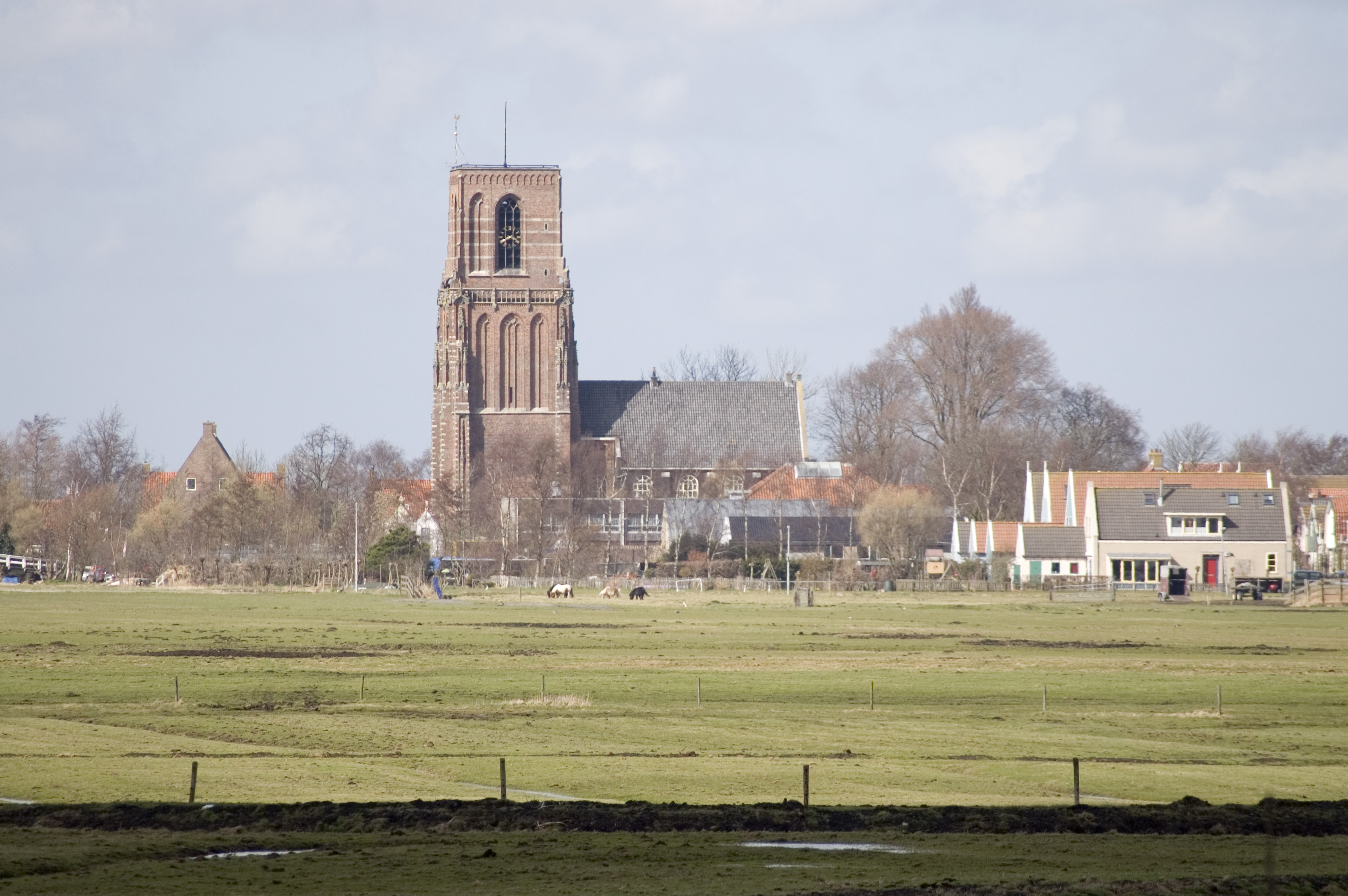
De toren van Ransdorp steekt hoog uit boven het vlakke land van Waterland.
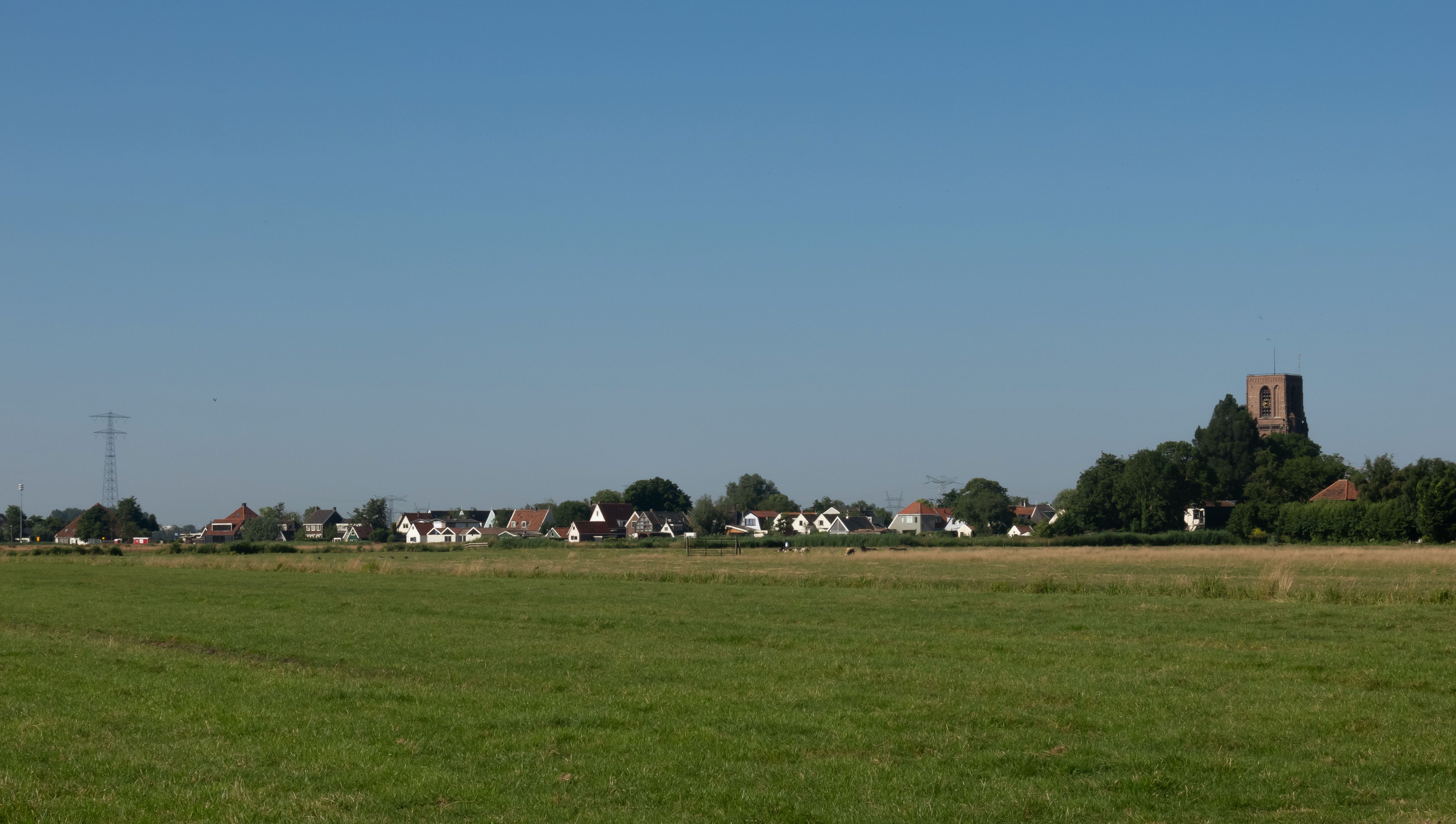
Ransdorp, dorpszicht met kerktoren
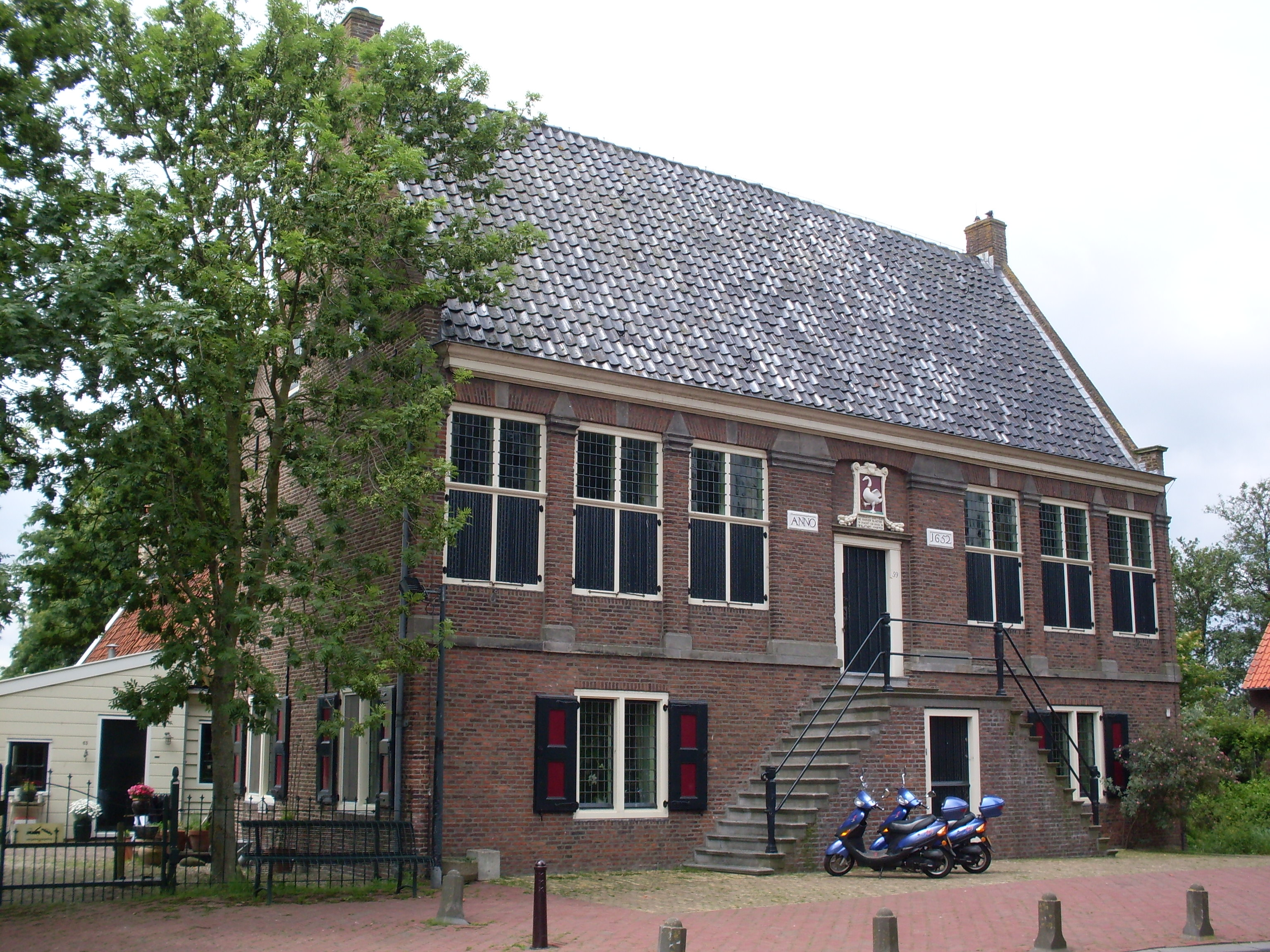
Het oude raadhuis (uit 1652) van de voormalige gemeente Ransdorp.
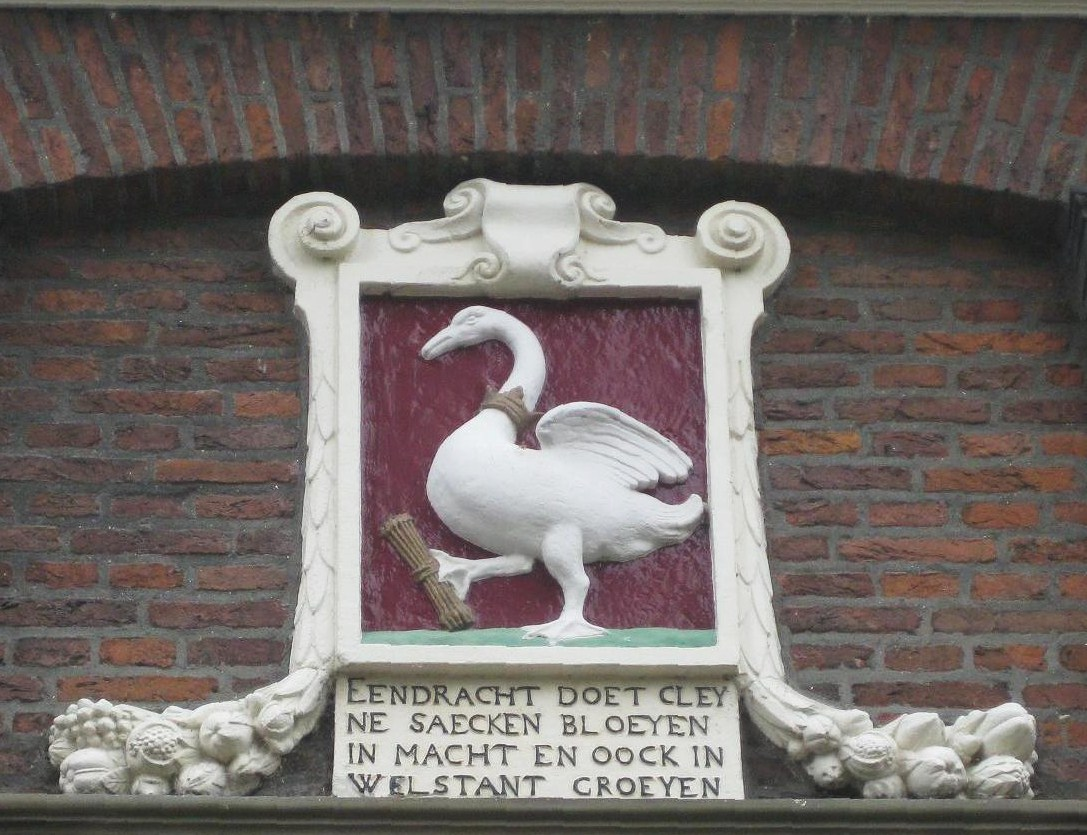
Gevelsteen van de Waterlandse Unie op het voormalige raadhuis.
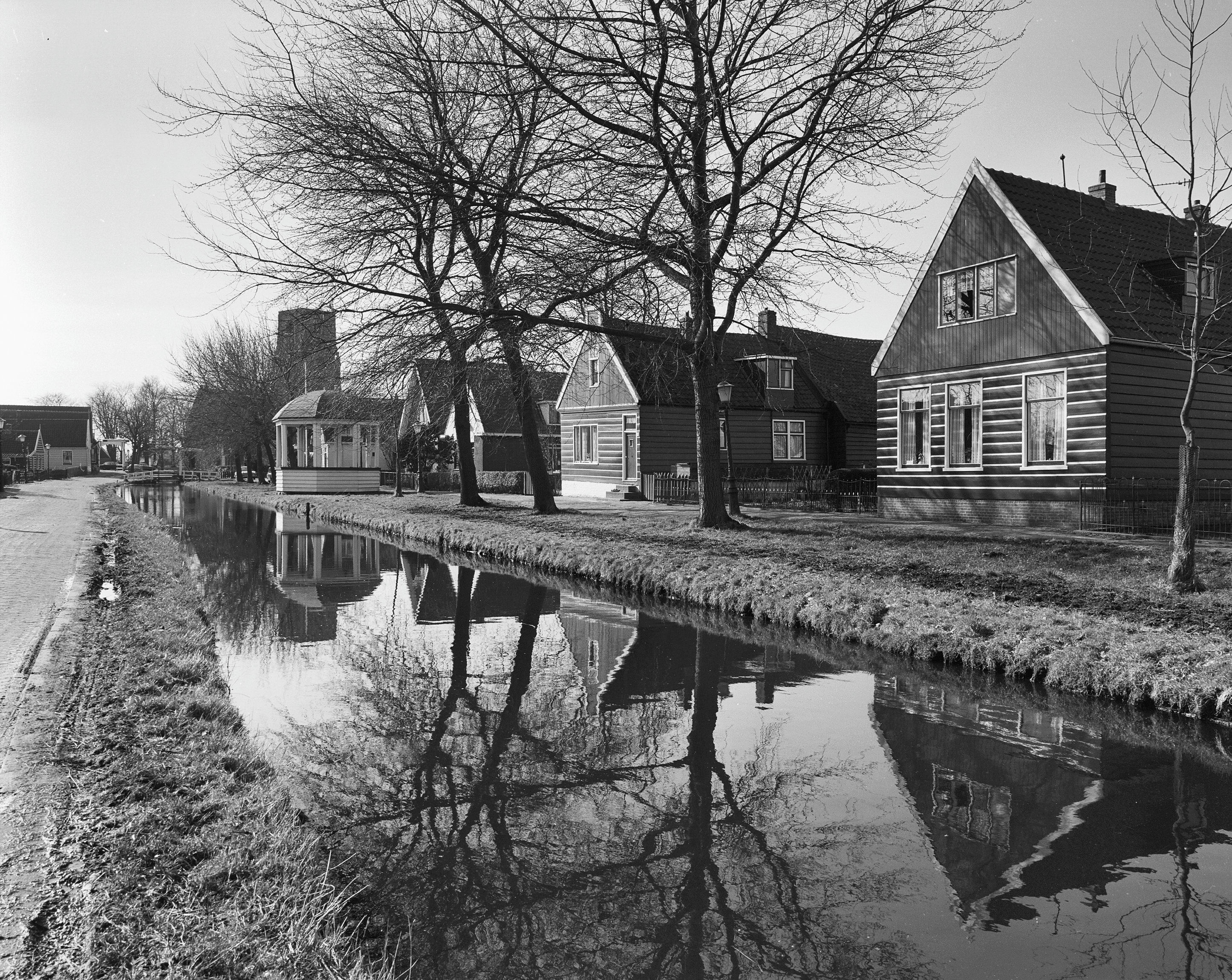
Dorpsweg 113-115 en de muziekkoepel in 1978.
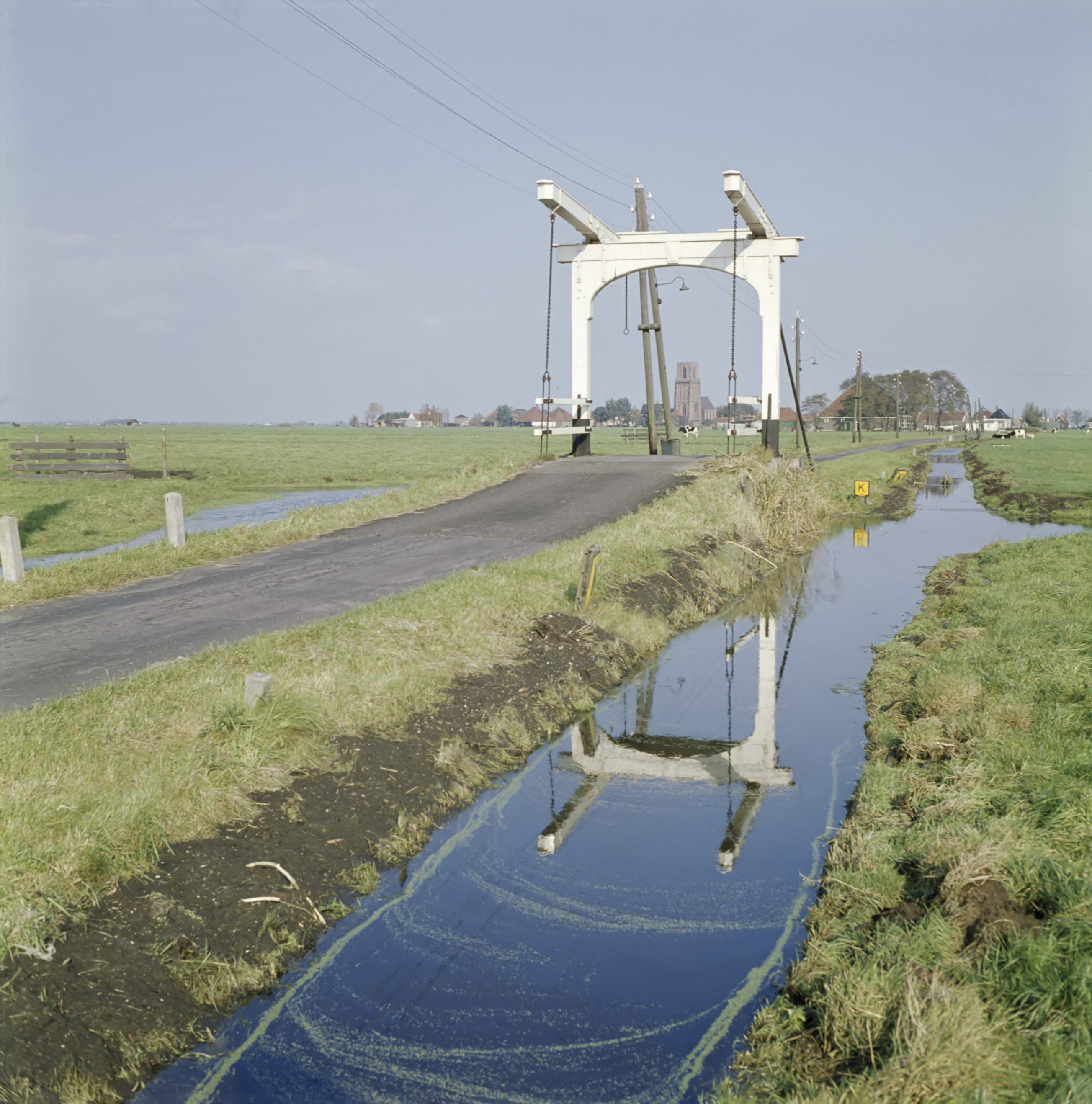
Ophaalbrug met in de verte Ransdorp (1960).